# Daniel Ducreux
Pour les articles homonymes, voir Ducreux.
Daniel Ducreux, né le 11 février 1947 à Saint-Philbert-sur-Risle, est un ancien coureur cycliste professionnel français. Ducreux est sociétaire au club cycliste local du VC Pont-Audemer.

## Biographie
Coureur normand ayant remporté l'équivalent du championnat de France en catégorie des cadets, il a été licencié en amateur au club de Pont-Audemer Normandie.

## Palmarès

### Palmarès amateur
- 1964
  - Circuit du Roumois
- 1965
  - Champion de Normandie sur route
- 1966
  - Maillot des As
  - Vernon-Barentin
  - 2e de Paris-Eu
  - 3e de Paris-Ézy
  - 3e du Tour de l'Yonne
  - 3e du championnat de France des sociétés
- 1967
  - 1re étape de Paris-Saint-Pourçain
  - 1re et 2e étapes du Tour des Combrailles
- 1968
  - Paris-Ézy
  - Paris-Rouen
  - 2eb étape du Tour de l'Avenir (contre-la-montre par équipes)
  - Vernon-Barentin
  - Tour du Var
  - 2e de Paris-Troyes
  - 2e du Circuit du Roumois
  - 3e de Paris-Blancafort
  - 3e du Prix de la Saint-Laurent
- 1969
  -  Champion de France sur route amateurs
  - Paris-Évreux
  - Grand Prix de la Boucherie
  - Prix des Foires de Loches
  - 6e étape de la Course de la Paix
  - Circuit du Roumois

### Palmarès professionnel
| - 1970 - 1reb étape du Tour de Catalogne (contre-la-montre par équipes) - 1971 - 9ea étape du Tour du Portugal - 2e du Grand Prix de Saint-Raphaël - 3e du Critérium national - 3e du Circuit de la Vienne | - 1973 - 3e de Nice-Gênes - 1975 - 3e du Grand Prix d'Antibes |  |

## Résultats sur les grands tours

### Tour de France
2 participations
- 1973 : 55e
- 1974 : 90e

### Tour d'Italie
1 participation
- 1973 : 78e

### Tour d'Espagne
1 participation
- 1972 : abandon (8e étape)